# The Encyclopedia of Fantasy
The Encyclopedia of Fantasy (Enciclopedia Fantasticului) este o lucrare de referință în limba engleză a literaturii fantastice. A fost publicată la 3 aprilie 1997 de editura Orbit în Regatul Unit și de St. Martin's Press în Statele Unite. Enciclopedia Fantasticului a fost editată de John Clute și  John Grant. Printre alți contribuitori se numără Mike Ashley, Neil Gaiman, Diana Wynne Jones, David Langford, Sam J. Lundwall, Michael Scott Rohan, Brian Stableford și Lisa Tuttle.
Din noiembrie 2012,   textul integral The Encyclopedia of Fantasy este disponibil online, împreună cu textul online Encyclopedia of Science Fiction.

## Primire
Cartea a fost bine primită după publicare. În cursul anului 1998, a primit Premiul Hugo, World Fantasy  și Premiul Locus. Library Journal a descris "Enciclopedia Fantasticului" ca fiind "prima de acest fel".

## Ediții publicate
- Clute, John and Grant, John. The Encyclopedia of Fantasy (prima ediție, Marea Britanie). Londra: Orbit Books, 1997. ISBN: 978-1-85723-368-1. (Hardcover)
- Clute, John and Grant, John. The Encyclopedia of Fantasy (prima ediție SUA). New York: St Martin's Press, 1997. ISBN: 0-312-15897-1. (Hardcover)
- Clute, John and Grant, John. The Encyclopedia of Fantasy (a doua ediție SUA). New York: St Martin's Griffin, 1999. ISBN: 0-312-19869-8. (Paperback)

## Legături externe
- On-line text of The Encyclopedia of Fantasy
- addenda to The Encyclopedia of Fantasy Arhivat în 11 noiembrie 2016, la Wayback Machine.—includes list of themes Arhivat în 9 ianuarie 2019, la Wayback Machine.
- Review by Wayne G. Hammond
- Review Arhivat în 19 ianuarie 2017, la Wayback Machine. by Steven H. Silver